# Maramureș
Maramureș (en húngaro: Máramaros, en latín: Marmatia, en ucraniano: Мармарощина) es una región histórica localizada en el norte de Rumania. La capital de esta región es Baia Mare. Otras ciudades importantes son Satu Mare y Vișeu de Sus.

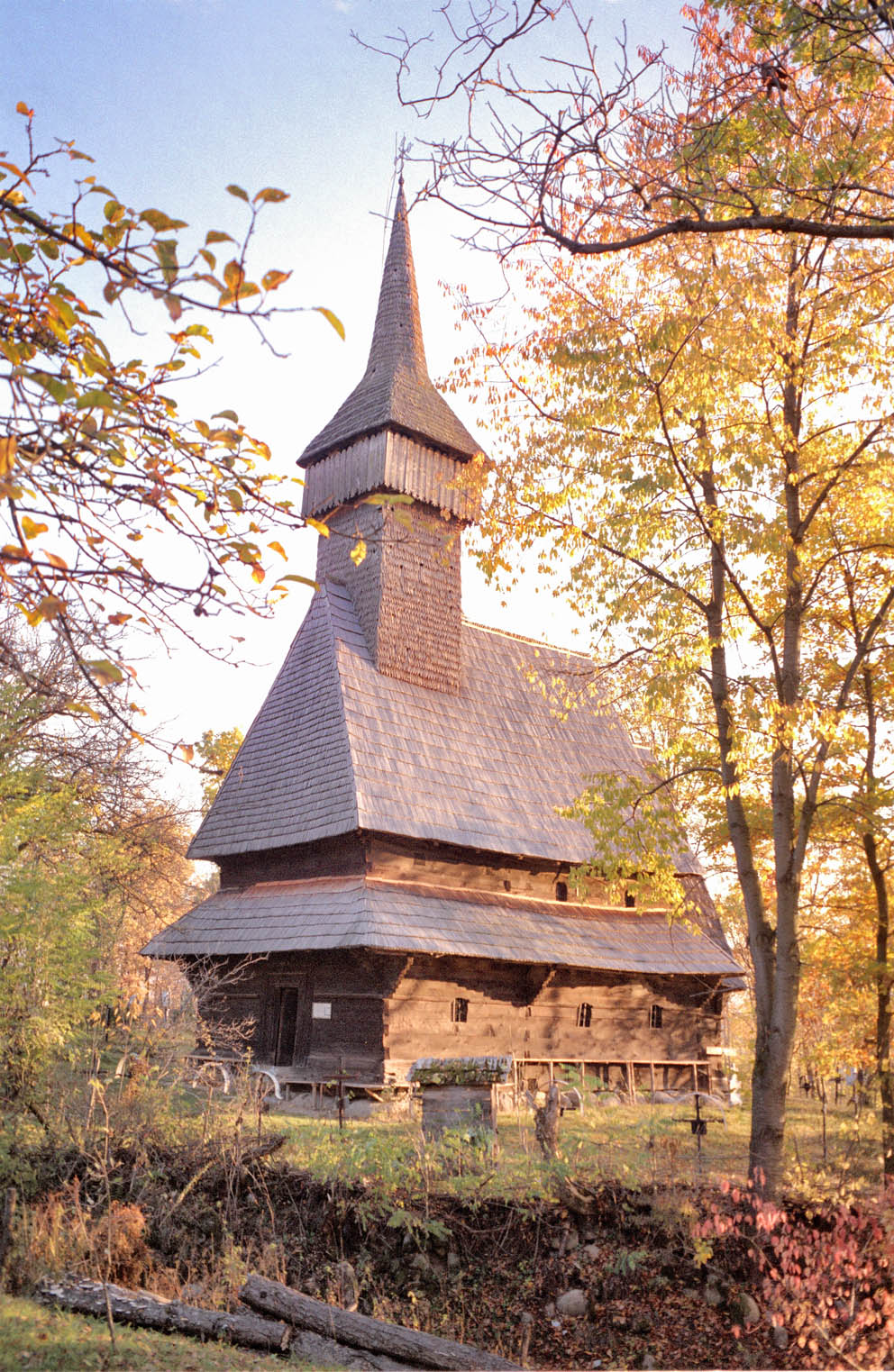
Iglesia de madera en Maramureş, Rumanía.

Maramureș estuvo antiguamente habitada por los dacios, quienes construyeron fortalezas como las de Oncești, Slatina y Călinești. Posteriormente, fue parte del comitatus ('condado') Máramaros del Reino de Hungría; el rey magiar aseguró a los rumanos el derecho de tener un voivoda rumano y juzgó a sus súbditos según la ley rumana (valaca) hasta 1383.  
Transilvania se convirtió en un principado autónomo después de la batalla de Mohács, ganada por el Imperio otomano frente a los húngaros. La zona meridional de la región histórica de Maramureș pasó al reino de Rumanía después de la Primera Guerra Mundial por el Tratado de Trianón. La zona septentrional se anexionó a Ucrania después de la Segunda Guerra Mundial.